# Neil Kernon
Neil Kernon ist ein britischer Musikproduzent, Toningenieur, Mixer und Musiker. Ursprünglich aus London stammend, lebt und arbeitet er jetzt in Chicago.
Bekannt wurde er durch seine Arbeit mit Bands wie Cannibal Corpse, Macabre und Nile, vor allem aber mit dem Popduo Hall & Oates. Kernon arbeitete an ihren wichtigsten Alben, das 1980 erschienene „Voices“, „Private Eyes“ von 1981 und 1982 „H2O“. Er war Aufnahmeleiter von „Voices“ und Co-Produzent der anderen beiden Alben, die dank ihrer Verkaufszahlen nicht nur die Karriere des Duos wiederbelebten, sondern es zu den erfolgreichsten in der Geschichte der amerikanischen Popmusik machten. Mittlerweile hat Kernon sich ausschließlich auf die Produktion von Death-Metal-Bands spezialisiert.